# Fjodor Terentjev
Fjodor Michailovitsj Terentjev (Russisch: Фёдор Михайлович Терентьев) (Padany (Karelische ASSR), 4 oktober 1925 - Leningrad, 20 januari 1963) was een Russisch langlaufer. 

## Carrière
Terentjev behaalde tijdens de wereldkampioenschappen van 1954 de vierde plaats op de 15 km en de zilveren medaille op de estafette. Terentjev behaalde zijn grootste successen tijdens de Olympische Winterspelen 1956 met een bronzen medaille op de 50 kilometer en de gouden medaille op de estafette. In 1958 behaalde Terentjev de zesde plaats op de wereldkampioenschappen en de zilveren medaille op de estafette. Terentjev won op 20 januari 1963 de Sovjet-kampioenschappen voor militairen over 30 kilometer, maar hij zakte na de finish in elkaar en overleed op weg naar het ziekenhuis.

## Belangrijkste resultaten

### Olympische Winterspelen
| Editie | Plaats            | Resultaten                   |
| ------ | ----------------- | ---------------------------- |
| 1956   | Cortina d'Ampezzo | estafette · 6e 30 km · 50 km |

### Wereldkampioenschappen langlaufen
| Jaar | Plaats            | Resultaten                            |
| ---- | ----------------- | ------------------------------------- |
| 1954 | Falun             | 4e 15 km · 6e 50 km · op de estafette |
| 1956 | Cortina d'Ampezzo | estafette · 6e 30 km · 50 km          |
| 1958 | Lahti             | 6e 15 km · op de estafette            |